# Distrito de Santa María del Mar
El distrito de Santa María del Mar es uno de los cuarenta y tres distritos que conforman la provincia de Lima, ubicada en el departamento homónimo, en el Perú. Limita al norte, con el distrito de San Bartolo; al este, con el distrito de Chilca, provincia de Cañete; al sur, con el distrito de Pucusana; y al oeste, con el océano Pacífico.
En el sureño distrito se encuentra un popular balneario y las playas más conocidas son las de Santa María y Embajadores. Según una estimación del Instituto Nacional de Estadística e Informática, el distrito tiene una población cercana a los 1000 habitantes, sin embargo, esta aumenta considerablemente durante los meses de verano debido a que muchas personas alquilan departamentos o casas por la temporada.

## Historia

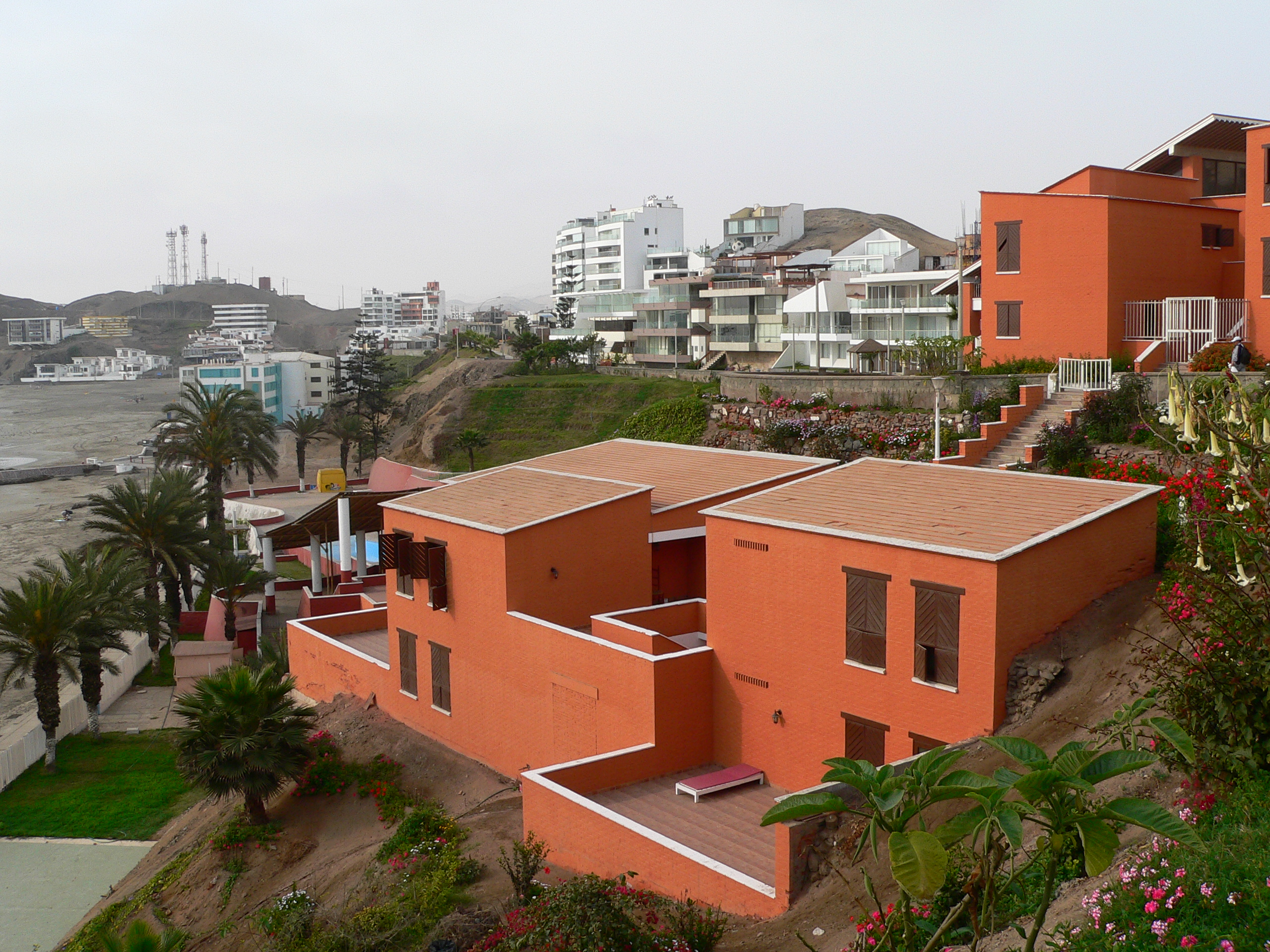
Vista parcial de Santa María del Mar.

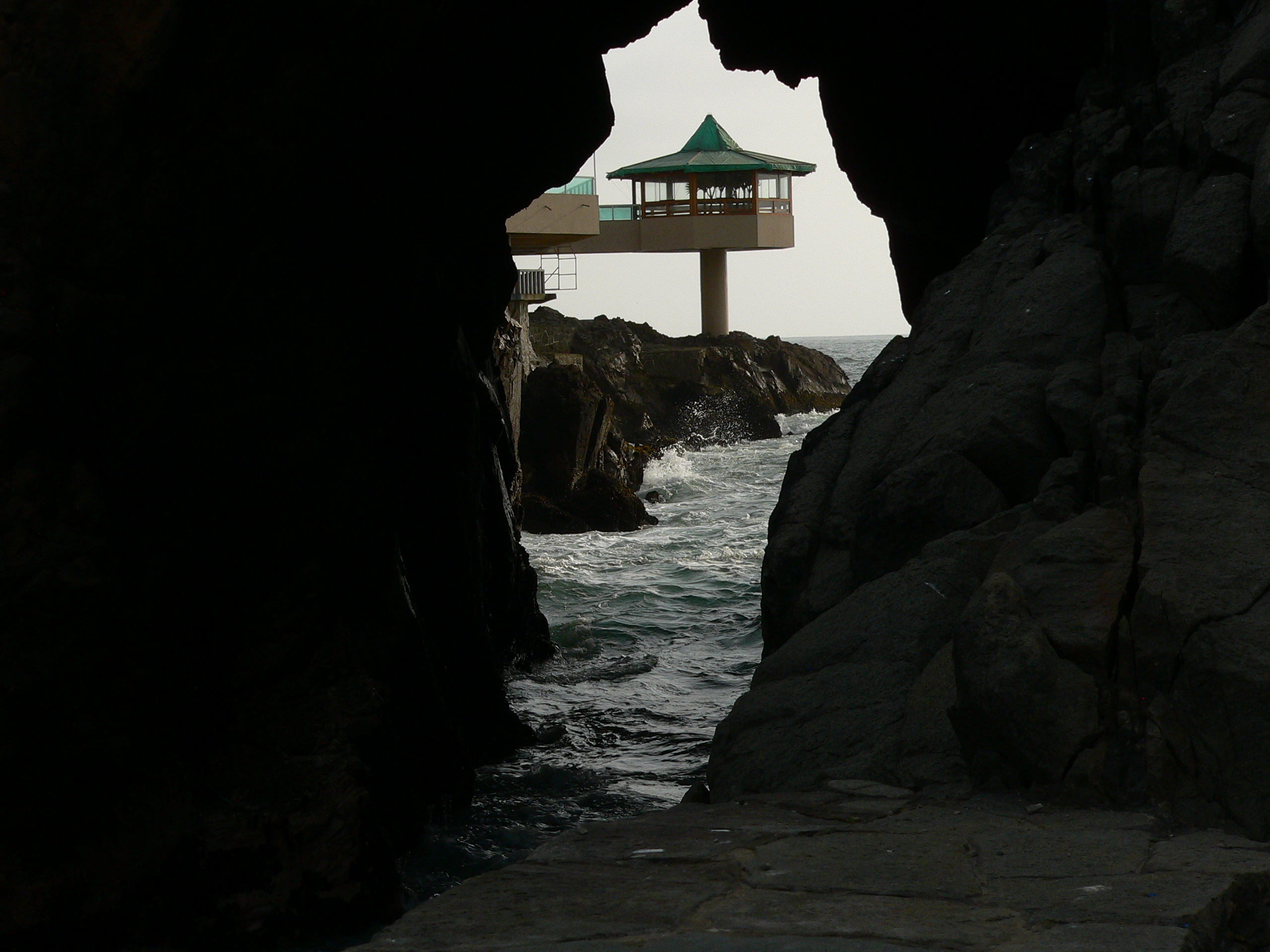
Vista de parte de casa en Santa María del Mar.

El área que hoy ocupa Santa María del Mar originalmente fue parte del distrito de San Bartolo, sin embargo, por medio de un proceso de urbanización que comenzó en 1943, se le elevó a la categoría de distrito mediante Ley N.º 13888 del 16 de enero de 1962, en el segundo gobierno de Manuel Prado Ugarteche.

## Autoridades

### Municipales
| Cargo    | Autoridad electa              | Partido político | Partido político |
| -------- | ----------------------------- | ---------------- | ---------------- |
| Alcalde  | Hugo Monteverde Cerrutti      |                  | Acción Popular   |
| Regidor  | Antonio Merino Bailetti       |                  | Acción Popular   |
| Regidora | Marita Bendezú Ríos           |                  | Acción Popular   |
| Regidora | Amanda Jungbluth Foley        |                  | Acción Popular   |
| Regidor  | Manuel Barnechea Diez Canseco |                  | Acción Popular   |
| Regidor  | Manuel Merma Medrano          |                  | Somos Perú       |

## Ciudades Hermanas
Beit Jala, Estado de Palestina